# John Kocinski
John Kocinski (ur. 20 marca 1968 roku w Little Rock, Arkansas) – amerykański motocyklista.

## Kariera

### 250 cm³
Swoją karierę John rozpoczynał w krajowych zawodach. Po osiągnięciu kilku sukcesów, w roku 1988 Amerykanin zadebiutował w Motocyklowych Mistrzostwach Świata, w kategorii 250 cm³. Wystąpił łącznie w czterech rundach, dosiadając motocykl Yamahy. Dwukrotnie dojechał do mety, zajmując odpowiednio piąte i czwarte miejsce podczas GP Japonii i USA. Na swoim rodzinnym torze sięgnął po pierwsze w karierze pole position.
W kolejnym sezonie Kocinski wziął udział w zaledwie dwóch rundach. Pomimo tego zdominował w nich zmagania, dwukrotnie uzyskując tzw. hattricka (pole position, najszybsze okrążenie i zwycięstwo). Dzięki świetnym wynikom, w 1990 roku wystartował w pełnym wymiarze. John nie zawiódł oczekiwań, dominując w rywalizacji ćwierćlitrówek. Amerykanin w piętnastu rozegranych wyścigach dwunastokrotnie meldował się na podium, z czego siedem razy na najwyższym stopniu. Ośmiokrotnie startował również z pole position, a połowę z nich wykorzystał do odniesienia wygranej.
Po braku posady w najwyższej klasie, Amerykanin wrócił do średniej kategorii w 1993 roku. Pierwszy wyścig okazał się udany dla Kocinskiego. Podczas GP Australii walczył o zwycięstwo, ostatecznie zajmują drugą pozycję. W dalszej części sezonu nie wiodło mu się jednak tak dobrze, co doprowadziło do konfliktu z szefostwem. Ostatecznie po GP Holandii (w którym dojechał na trzecim miejscu) Kocinski rozwiązał kontrakt z ekipą. Zdobyte punkty sklasyfikowały go 12. pozycji.

### 500 cm³ (1. część)
W sezonie 1991 Kocinski awansował do najwyższej kategorii 500 cm³. Już w drugim wyścigu stanął na podium, zajmując trzecią lokatę podczas GP Australii. W pierwszej trójce znalazł się jeszcze czterokrotnie, kończąc rywalizację zdobyciem pole position oraz zwycięstwem w GP Malezji. Dwa tygodnie wcześniej, na francuskim torze w Le Mans, Amerykanin po raz pierwszy uzyskał najszybszy czas w kwalifikacjach. Uzyskane punkty sklasyfikowały go na 4. miejscu.
Rok 1992 zakończył na 3. pozycji, pomimo mniejszego dorobku punktowego oraz absencji w GP Malezji (był kontuzjowany, w wyniku upadku na torze Eastern Creek Raceway). Sezon ponownie zakończył dwoma pole position oraz triumfem, tym razem podczas GP RPA (drugi raz z pierwszej pozycji startował podczas GP Brazylii). W pierwszej trójce znalazł się pięć razy.
Pomimo dobrych rezultatów, Amerykanin nie znalazł stałej posady na sezon 1993. Powrócił więc do ćwierćlitrówek, w których brał udział na motocyklu Suzuki. Pod koniec sezonu Amerykanin powrócił do najwyższej kategorii, związując się z zespołem Cagiva. W ciągu czterech wyścigów, John zaprezentował mocne osiągi, potwierdzając je triumfem na amerykańskim torze Laguna Seca.
Dobre wyniki zaowocowały podpisaniem kontraktu na pełny etat w sezonie 1994. Rywalizację rozpoczął od pole position i zwycięstwa na torze w Australii. Z pierwszego rzędu startował również w Malezji. W wyścigu jednak musiał uznać wyższość Australijczyka Micka Doohana. Amerykanin w dalszej części zmagań nie prezentował tak równej formy i po rundzie w Japonii stracił prowadzenie w mistrzostwach. W sytuacji, kiedy środkową część sezonu zdominował Doohan, Johnowi pozostała walka o wicemistrzostwo świata z Włochem Lucą Cadalorą. Ostatecznie przegrał ją zaledwie dwoma punktami. Był to jednak najlepszy sezon w karierze Kocinskiego w pięćsetkach, podczas którego siedmiokrotnie stawał na podium.

### WSBK
W 1996 roku Kocinski przeniósł się do mistrzostw świata Superbike'ów. Startując w zespole Ducati, już w pierwszej rundzie zdominował rywalizację, zwyciężając oba wyścigi na torze w San Marino. Amerykanin do końca sezonu liczył się w walce o tytuł mistrzowski, jednakże ostatecznie musiał uznać wyższość Australijczyka - Troya Corsera i Nowozelandczyka Aarona Slighta. Po dublet sięgnął jeszcze na torze w Indonezji, natomiast w USA wygrał pierwszy wyścig.
W sezonie 1997 John podpisał kontrakt z zespołem Honda. Amerykanin zdominował rywalizację, zwyciężając w dziewięciu wyścigach. Jako jedyny przekroczył granicę czterystu punktów, a w ciągu 24 wyścigów Kocinski nie ukończył zaledwie jednego, który kończył rywalizację na torze w Indonezji. Po osiągnięciu założonego celu, postanowił wrócić do wyścigów Grand Prix.

### 500 cm³ (2. część)
Po dwóch latach przerwy, Kocinski po raz drugi w karierze wrócił do rywalizacji w najważniejszej serii wyścigów motocyklowych. Tym razem jednak nie był to udany powrót. W trakcie startów z ekipą Pons Racing, na motocyklu Honda, John ani razu nie stanął na podium, najlepszy wynik osiągając w GP Francji, gdzie zajął czwartą pozycję. Podczas GP Madrytu Kocinski doznał poważnej kontuzji, która wykluczyła z trzech kolejnych wyścigów. Skromny dorobek punktowy pozwolił Amerykaninowi zająć w końcowej klasyfikacji 12. lokatę.
Sezon 1999 był ostatnim dla Kocinskiego w serii. Reprezentując ekipę Kanemoto-Honda, zmagania rozpoczął obiecująco, od zdobycia pole position przed GP Malezji. Wyścigu jednak nie udało mu się ukończyć. Dalsza część rywalizacji nie spełniła oczekiwań Johna, który jedyne podium odniósł na francuskim obiekcie Le Castellet.

### Koniec kariery
W roku 2000 ścigał się w Amerykańskich Superbike'ach. Ostatecznie zmagania zakończył na 7. miejscu. Ostatnie dwa lata spędził na testowaniu i rozwoju maszyn marki Yamaha. Ostatecznie po sezonie 2002 postanowił zakończyć karierę sportową. Obecnie jest developerem w Beverly Hills w Kalifornii.

## Statystyki liczbowe

### MMŚ
| Rok  | Klasa   | Zespół              | Motocykl      | 1      | 2       | 3      | 4     | 5      | 6       | 7     | 8      | 9     | 10     | 11     | 12    | 13     | 14     | 15     | 16    | Punkty | Pozycja | Zwycięstwa |
| ---- | ------- | ------------------- | ------------- | ------ | ------- | ------ | ----- | ------ | ------- | ----- | ------ | ----- | ------ | ------ | ----- | ------ | ------ | ------ | ----- | ------ | ------- | ---------- |
| 1988 | 250 cm³ | Marlboro-Yamaha     | TZ250         | JPN 5  | USA 4   | ESP -  | EXP - | NAT NC | GER NC  | AUT - | NED -  | BEL - | YUG -  | FRA -  | GBR - | SWE -  | CZE -  | BRA -  |       | 24     | 19      | 0          |
| 1989 | 250 cm³ | Marlboro-Yamaha     | TZ250         | JPN 1  | AUS -   | USA 1  | ESP - | NAT -  | GER -   | AUT - | YUG -  | NED - | BEL -  | FRA -  | GBR - | SWE -  | CZE -  | BRA -  |       | 40     | 14      | 2          |
| 1989 | 500 cm³ | Marlboro-Yamaha     | Yamaha YZR500 | JPN -  | AUS -   | USA -  | ESP - | NAT -  | GER -   | AUT - | YUG -  | NED - | BEL 5  | FRA -  | GBR - | SWE -  | CZE -  | BRA -  |       | 5.5    | 35      | 0          |
| 1990 | 250 cm³ | Marlboro-Yamaha     | TZ250         | JPN 14 | USA 1   | ESP 1  | NAT 1 | GER 3  | AUT 3   | YUG 2 | NED 1  | BEL 1 | FRA NC | GBR NC | SWE 2 | CZE 2  | HUN 1  | AUS 1  |       | 223    | 1       | 7          |
| 1991 | 500 cm³ | Marlboro-Yamaha     | Yamaha YZR500 | JPN 4  | AUS 3   | USA NC | ESP 2 | ITA 2  | GER NC  | AUT 9 | EUR 5  | NED 6 | FRA NC | GBR 4  | RSM 6 | CZE 3  | VDM 4  | MAL 1  |       | 161    | 4       | 1          |
| 1992 | 500 cm³ | Marlboro-Yamaha     | Yamaha YZR500 | JPN NC | AUS DNS | MAL -  | ESP 5 | ITA 3  | EUR 5   | GER 5 | NED 2  | HUN 7 | FRA 3  | GBR NC | BRA 2 | RSA 1  |        |        |       | 102    | 3       | 1          |
| 1993 | 250 cm³ | Lucky Strike Suzuki | RGV250        | AUS 2  | MAL 5   | JPN 9  | ESP 4 | AUT 7  | GER 12  | NED 3 | EUR -  | RSM - | GBR -  | CZE -  | ITA - | USA -  | FIM -  |        |       | 80     | 12      | 0          |
| 1993 | 500 cm³ | Cagiva              | Cagiva GP500  | AUS -  | MAL -   | JPN -  | ESP - | AUT -  | GER -   | NED - | EUR -  | RSM - | GBR -  | CZE 4  | ITA 4 | USA 1  | FIM NC |        |       | 51     | 11      | 1          |
| 1994 | 500 cm³ | Cagiva              | Cagiva GP500  | AUS 1  | MAL 2   | JPN 9  | ESP 3 | AUT 5  | GER NC  | NED 8 | ITA NC | FRA 2 | GBR 4  | CZE NC | USA 2 | ARG 3  | EUR 3  |        |       | 172    | 3       | 1          |
| 1998 | 500 cm³ | Pons Racing-Honda   | Honda NSR500  | JPN 13 | MAL 5   | ESP 11 | ITA 5 | FRA 4  | MAD DNF | NED - | GBR -  | GER - | CZE 15 | IMO 13 | CAT 9 | AUS 12 | ARG 10 |        |       | 64     | 12      | 0          |
| 1999 | 500 cm³ | Kanemoto-Honda      | Honda NSR500  | MAL NC | JPN NC  | ESP 6  | FRA 2 | ITA 8  | CAT 9   | NED 7 | GBR 9  | GER 5 | CZE 14 | IMO 8  | VAL 8 | AUS 9  | RSA 10 | BRA 13 | ARG 7 | 115    | 8       | 0          |

### WSBK
| Poz  | Zawodnik | Motocykl | SMR | SMR | GBR | GBR | GER | GER | ITA | ITA | CZE | CZE | USA | USA | EUR | EUR | INA | INA | JPN | JPN | NED | NED | ESP | ESP | AUS | AUS | Poz | Pkt | Ref |
| Poz  | Zawodnik | Motocykl | R1  | R2  | R1  | R2  | R1  | R2  | R1  | R2  | R1  | R2  | R1  | R2  | R1  | R2  | R1  | R2  | R1  | R2  | R1  | R2  | R1  | R2  | R1  | R2  | Poz | Pkt | Ref |
| ---- | -------- | -------- | --- | --- | --- | --- | --- | --- | --- | --- | --- | --- | --- | --- | --- | --- | --- | --- | --- | --- | --- | --- | --- | --- | --- | --- | --- | --- | --- |
| 1996 | SBK      | Ducati   | 1   | 1   | 7   | 6   | 2   | 3   | Ret | Ret | 4   | 6   | 1   | 12  | 3   | Ret | 1   | 1   | 5   | 2   | 5   | 3   | 3   | 2   | 7   | 5   | 3   | 337 |     |

| Poz  | Zawodnik | Motocykl | AUS | AUS | SMR | SMR | GBR | GBR | GER | GER | ITA | ITA | USA | USA | EUR | EUR | AUT | AUT | NED | NED | ESP | ESP | JPN | JPN | INA | INA | Poz | Pkt | Ref |
| Poz  | Zawodnik | Motocykl | R1  | R2  | R1  | R2  | R1  | R2  | R1  | R2  | R1  | R2  | R1  | R2  | R1  | R2  | R1  | R2  | R1  | R2  | R1  | R2  | R1  | R2  | R1  | R2  | Poz | Pkt | Ref |
| ---- | -------- | -------- | --- | --- | --- | --- | --- | --- | --- | --- | --- | --- | --- | --- | --- | --- | --- | --- | --- | --- | --- | --- | --- | --- | --- | --- | --- | --- | --- |
| 1997 | SBK      | Honda    | 1   | 7   | 2   | 1   | 10  | 5   | 2   | 14  | 1   | 2   | 1   | 1   | 3   | 2   | 5   | 3   | 1   | 3   | 1   | 1   | 9   | 3   | 1   | Ret | 1   | 416 |     |